# Lista de presidentes do Instituto de Física
O Presidente do Instituto de Física é o chefe do conselho governativo do Instituto de Física. A história do instituto, de sua fundação como Physical Society of London em 1874 até o atual Instituto de Física, fez com que a denominação do posto tenha variado. O atual presidente é Frances Saunders.

## Presidentes da Physical Society of London
- 1874-1876 John Hall Gladstone
- 1876-1878 George Carey Foster
- 1878-1880 William Grylls Adams
- 1880-1882 William Thomson
- 1882-1884 Robert Bellamy Clifton
- 1884-1886 Frederick Guthrie
- 1886-1888 Balfour Stewart
- 1888-1890 Arnold William Reinold
- 1890-1892 William Edward Ayrton
- 1892-1893 George FitzGerald
- 1893-1895 Arthur William Rucker
- 1895-1897 William de Wiveleslie Abney
- 1897-1899 Shelford Bidwell
- 1899-1901 Oliver Lodge
- 1901-1903 Silvanus Phillips Thompson
- 1903-1905 Richard Glazebrook
- 1905-1906 John Henry Poynting
- 1906-1908 John Perry
- 1908-1910 Charles Chree
- 1910-1912 Hugh Longbourne Callendar
- 1912-1914 Arthur Schuster
- 1914-1916 Joseph John Thomson
- 1916-1918 Charles Vernon Boys
- 1918-1920 Charles Herbert Lees

## Presidentes da Physical Society
- 1920-1922 William Henry Bragg
- 1922-1924 Alexander Russell
- 1924-1926 Frank Edward Smith
- 1926-1928 Owen Willans Richardson
- 1928-1930 William Eccles
- 1930-1932 Arthur Stanley Eddington
- 1932-1934 Alexander Oliver Rankine
- 1934-1936 Robert John Strutt
- 1936-1938 Thomas Smith
- 1938-1941 Allan Ferguson
- 1941-1943 Charles Galton Darwin
- 1943-1945 Edward Andrade
- 1945-1947 David Brunt
- 1947-1949 George Finch
- 1949-1950 Sydney Chapman
- 1950-1952 Leslie Fleetwood Bates
- 1952-1954 Richard Whiddington
- 1954-1956 Harrie Massey
- 1956-1958 Nevill Francis Mott
- 1958-1960 John Ashworth Ratcliffe

## Presidentes do Instituto de Física
- 1920 - 1921 Richard Glazebrook
- 1921 - 1923 Joseph John Thomson
- 1923 - 1925 Charles Algernon Parsons
- 1925 - 1927 William Henry Bragg
- 1927 - 1929 Frank Dyson
- 1929 - 1931 William Eccles
- 1931 - 1933 Ernest Rutherford
- 1933 - 1935 Henry George Lyons
- 1935 - 1937 Alfred Fowler
- 1937 - 1939 Clifford C Paterson
- 1939 - 1943 William Lawrence Bragg
- 1943 - 1946 Frank Edward Smith
- 1946 - 1948 Arthur Mannering Tyndall
- 1948 - 1950 Francis C Toy
- 1950 - 1952 William Edward Curtis
- 1952 - 1954 Charles Sykes
- 1954 - 1956 John Cockcroft
- 1956 - 1958 Oliver W Humphreys
- 1958 - 1960 George Paget Thomson

## Presidentes do Instituto de Física e da Physical Society
- 1960 - 1962 John Cockcroft
- 1962 - 1964 Alan Geoffrey Wilson
- 1964 - 1966 Gordon Sutherland
- 1966 - 1968 James Taylor
- 1968 - 1970 Malcolm R Gavin

## Presidentes do Instituto de Física
- 1970 - 1972 James Woodham Menter
- 1972 - 1974 Brian Hilton Flowers
- 1974 - 1976 Brian Pippard
- 1976 - 1978 Basil John Mason
- 1978 - 1980 Bas Pease
- 1980 - 1982 Denys Wilkinson
- 1982 - 1984 Robert Clayton
- 1984 - 1986 Alec Merrison
- 1986 - 1988 Godfrey Stafford
- 1988 - 1990 Cyril Hilsum
- 1990 - 1992 Roger Blin-Stoyle
- 1992 - 1994 Clive A. P. Foxell
- 1994 - 1996 Arnold Wolfendale
- 1996 - 1998 Brian W. Manley
- 1998 - 2000 Gareth Roberts
- 2000 - 2002 Peter Williams
- 2002 - 2004 David Wallace
- 2004 - 2006 John Enderby
- 2006 - 2008 Peter Saraga
- 2008 - 2010 Jocelyn Bell Burnell
- 2010 - 2011 Marshall Stoneham
- 2011 - 2011 Jocelyn Bell Burnell (Interina)
- 2011 - 2013 Peter Knight
- 2013 - atualidade Frances Saunders[2]